# Червоний Броньовик
Червоний Броньовик (рос. Красный Броневик) — селище Бокситогорського району Ленінградської області Росії. Входить до складу Великодвірського сільського поселення.
Населення — 1 особа (2012 рік). 